# Яли (народ)
Яли — большая племенная группа, живущая в индонезийской провинции Папуа на острове Новая Гвинея.
Словом «яли» их называют представители соседнего народа дани, но сами яли сначала не использовали это слово в качестве самоназвания. Оценка численности населения 1991 года говорит о 15 000 яли или 30 000.
Считаются христианами (в основном протестантами). До 1970-х годов поступали сообщения о каннибализме.
Общество яли патриархально — мужчины ответственны за строительство домов и охоту, а женщины за выращивание еды и собирательство.